# Mirăslău
Mirăslău (veraltet Mirislău oder Miraslă; ungarisch Miriszló oder Oláhmiriszló) ist eine rumänische Gemeinde im Kreis Alba in Siebenbürgen.

## Geographische Lage

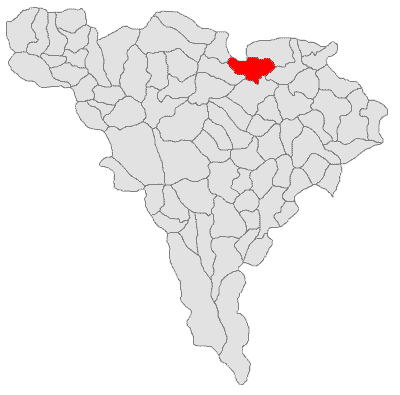
Lage der Gemeinde Mirăslău im Kreis Alba

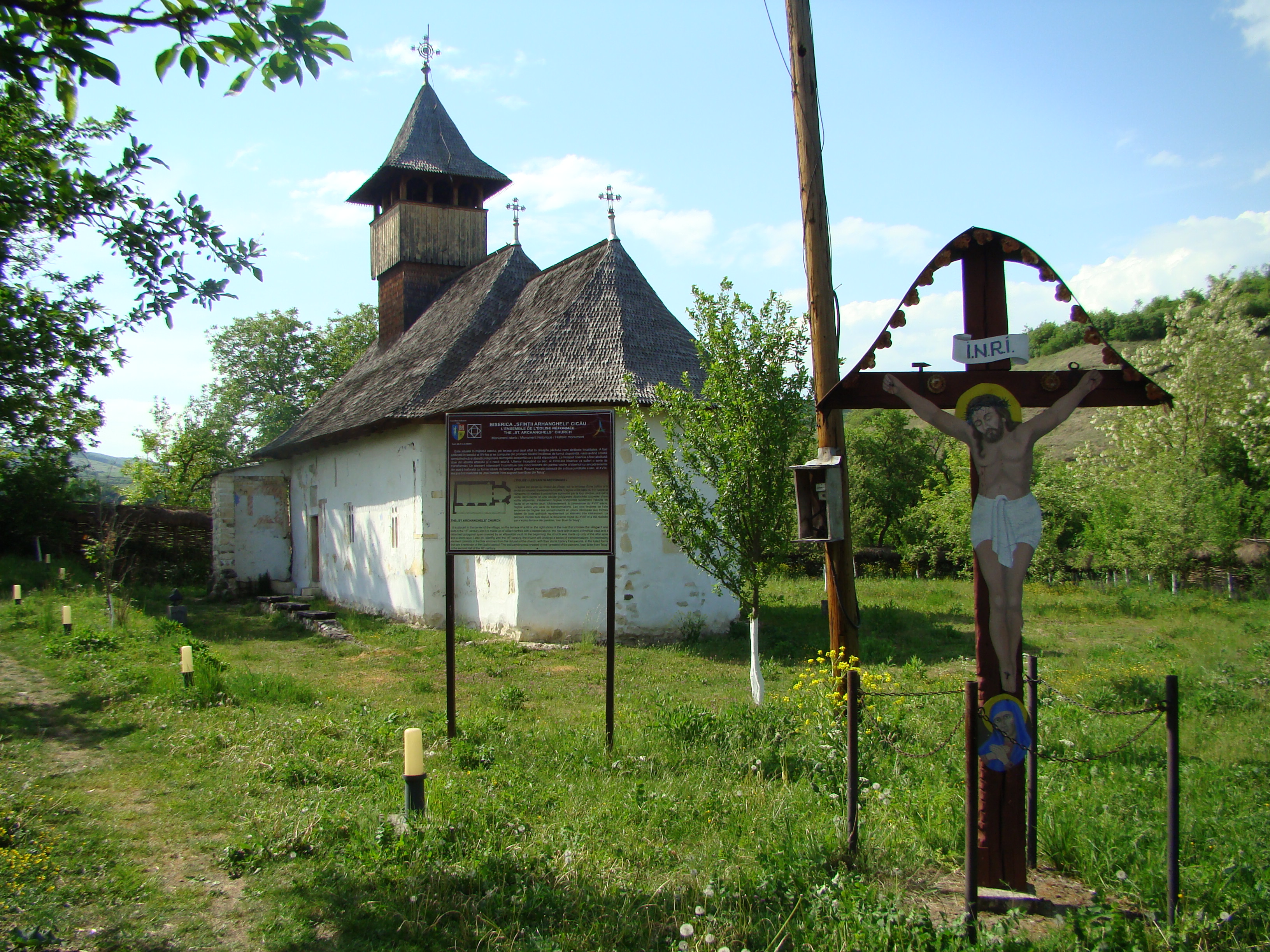
Die Holzkirche in Cicău

Die Gemeinde Mirăslău liegt im Norden des Kreises Alba in einem rechten Seitental des Flusses Mureș (Mieresch), im Südwesten des Siebenbürgischen Beckens. Am Drum național 1 und der Bahnstrecke Alba Iulia–Târgu Mureș, befindet sich der Ort Mirăslău 6 Kilometer südöstlich der Stadt Teiuș (Dreikirch); die Kreishauptstadt Alba Iulia (Karlsburg) liegt etwa 22 Kilometer südwestlich von Mirăslău entfernt.

## Geschichte
Auf dem Territorium der Gemeinde Mirăslău, in den eingemeindeten Dörfern Cicău (ung. Csákó) und Decea (ung. Marosdécse), von den Einheimischen Săliște bzw. După garduri genannt, befinden sich archäologische Fundstätten, die auf eine Besiedlung seit der Jungsteinzeit hinweisen. In Lopadea Veche (ung. Oláhlapád) gibt es eine weitere Grabungsstätte (Jidovina), aus der Gegenstände aus der Bronzezeit entdeckt wurden.
Der von Ungarn gegründete Ort, wurde 1219 erstmals unter der Bezeichnung villa Myroslov erwähnt.
Auf dem Gebiet der Gemeinde besiegte am 18. September 1600 der habsburgische General Georg Basta den walachischen Woiwoden Mihai Viteazul.
Die Hauptbeschäftigung der Bevölkerung sind die Landwirtschaft und  Viehzucht.

## Bevölkerung
Die Bevölkerung der Gemeinde entwickelte sich wie folgt:
| 1850 | 2.937 | 2.208 | 624 | - | 105           |
| 1900 | 3.519 | 2.509 | 879 | 4 | 127           |
| 1956 | 3.913 | 2.806 | 996 | 1 | 110           |
| 2002 | 2.334 | 1.667 | 627 | 1 | 39            |
| 2011 | 1.985 | 1.280 | 532 | 2 | 171           |
| 2021 | 1.805 | 1.109 | 449 | - | 247 (98 Roma) |

Die höchste Einwohnerzahl (3982) der heutigen Gemeinde wurde 1941 ermittelt; die der Rumänen (2954) und der Ungarn (1005) 1930, der Deutschen (9) 1910 und die der Roma (160) 1930. Bei den Volkszählungen von 1890 wurde ein Serbe, 2002 ein Slowake registriert. Im Ort Mirăslău lebten seit der Volkszählung von 1850 bis 1930 etwa zu gleichen Teilen Rumänen und Ungarn.

## Sehenswürdigkeiten
- Die Ruinen der katholischen Steinkirche St. Peter, 1274 errichtet.[6]
- Das Denkmal mit dem Porträt des Woiwoden Michael, 1956 zur Erinnerung an die Schlacht von 1600 errichtet, steht unter Denkmalschutz.[4]
- Im eingemeindeten Dorf Cicău (ung. Csákó) die Holzkirche Sf. Arhangheli im 15. Jahrhundert errichtet und im 18. Jahrhundert umgebaut, steht unter Denkmalschutz.[4]